# Rickmers Holding
Die Rickmers Holding AG war eine deutsche Reederei-Gruppe, die 1982 von Bertram Rickmers (1952–2023) gegründet wurde. Seit 2017 ist sie insolvent und in der Reederei Zeaborn aufgegangen.

## Geschichte
Die Gruppe bestand im Dezember 2015 aus insgesamt 95 Konzernunternehmen (damals auch mit Rickmers Reederei, Rickmers Shipmanagement und Rickmers-Linie); sie war in elf Ländern präsent und wurde von über 50 Agenturen vertreten. Sie beschäftigte rund 2200 Mitarbeiter auf See und an Land. Die Geschäftsbereiche Maritime Assets & Maritime Services werden von Holger Strack geleitet.
2016 war zwischenzeitlich eine Fusion mit der E.R. Schiffahrt angedacht.
Am 15. November 2016 meldete die Tochtergesellschaft Rickmers Maritime Trust mit Sitz in Singapur Zahlungsunfähigkeit an. Am 1. Juni 2017 folgte der Insolvenzantrag auf Eigenverwaltung beim Amtsgericht Hamburg. Im Februar 2017 kaufte die Bremer Reederei Zeaborn die Schwergutgesellschaft Rickmers Linie. Im September 2017 kaufte Zeaborn Rickmers Shipmanagement, das Kerngeschäft der weitverzweigten Rickmers-Gruppe. Auch die E.R. Schifffahrt wurde 2018 von Zeaborn gekauft. Im August 2018 wurden das Schiffsmanagement der Firmen innerhalb der Zeaborn-Gruppe unter dem Namen Zeaborn Ship Management zusammengefasst. Zeaborn Ship Management ist ein Third-Party-Manager mit Sitz in Hamburg und Singapur.

## Flotte
Im Dezember 2015 wurden insgesamt 130 Schiffe verwaltet und gemanagt, davon befanden sich 52 im vollständigen Eigentum der Gruppe, weitere zwölf Schiffe im Rahmen eines Joint Ventures im Teileigentum. Die Flotte bestand aus etwa 90 Containerschiffen (darunter acht VLCS für je 13.600 TEU), 13 Superflex Heavy Multi Purpose Containerschiffen mit Krankapazitäten von bis zu 640 t (kombiniert), 22 Massengutfrachtern und drei Autotransportern.

## Sonstiges
Im August 2021 machte die Hamburger Polizei bei der Rickmers Holding eine Razzia, weil eines ihrer Tochterunternehmen verdächtigt wurde, Containerschiffe nicht ordnungsgemäß abgewrackt zu haben.